# Stefan Jerzy Römer
Stefan Jerzy Römer herbu własnego (zm. przed 9 września 1773 roku) – chorąży trocki w latach 1738–1766, podwojewodzi trocki w latach 1738–1741, sędzia grodzki trocki w latach 1731–1736, wojski trocki w latach 1715–1738, dyrektor trockiego sejmiku przedsejmowego 1732 roku, trockiego sejmiku przedkonwokacyjnego 1733 roku.